# JSTOR
JSTOR (abreviatura en inglés de Journal STORage, «almacén de publicaciones periódicas») es un sistema de almacenamiento en línea de publicaciones académicas. Fundada en 1995, JSTOR es una sociedad estadounidense con base en la ciudad de Nueva York.

## Historia
JSTOR fue concebida como la solución a uno de los mayores problemas que deben enfrentar hoy las bibliotecas (especialmente las universitarias y las de investigación) debido al creciente aumento de publicaciones académicas en la actualidad. William G. Bowen, su fundador, fue presidente de la Universidad de Princeton desde el año 1972 al 1988. En general, a muchas bibliotecas se les hacía excesivamente costoso el mantener una interesante colección de publicaciones debido a cuestiones de espacio, por lo que encontraron en JSTOR una solución viable a dicha cuestión, digitalizando muchos de sus títulos y almacenándolos en su base de datos en línea con la confianza en que estos permanecerían disponibles a largo plazo.
A partir del éxito alcanzado con el proyecto inicial, Bowen y Kevin Guthrie (quién sería más tarde presidente de JSTOR) se interesaron en ampliar el número de publicaciones participantes hasta la fecha. De esta manera se reunieron con representantes de la Real Sociedad de Londres y, como resultado, se pactó la digitalización de sus principales artículos que se remiten a sus orígenes en 1665. El trabajo de inclusión de dichos volúmenes en la base de datos en línea fue finalizado en diciembre de 2000.
Hacia junio de 2007, la base de datos contaba con más de 23 millones de páginas de texto. Hacia julio de 2007, el material de JSTOR es provisto por 446 editores. Cerca de 53 millones de búsquedas de archivos fueron realizadas entre enero y julio de 2007.

## Uso y contenidos
El acceso a JSTOR se encuentra autorizado a bibliotecas, universidades y editores de todo el mundo que han firmado un acuerdo con la institución. Estas, a su vez, facilitan el acceso de sus miembros a JSTOR de manera gratuita a través de Internet. También existe la posibilidad de suscribirse, mediante pago, de manera individual o privada.

## El caso Aaron Swartz
El programador y activista de internet Aaron Swartz, que fue coautor de los RSS y colaboró en la creación de las licencias Creative Commons, fue acusado el 19 de julio de 2011 de descargar 4.8 millones de artículos y otros documentos de la base de datos de JSTOR, presuntamente con el fin de compartirlos a través de sitios de descarga gratuita. Poco antes de que se iniciara el juicio, Aaron Swartz apareció muerto en su casa a la edad de 26 años. Según la investigación del caso, se trataría de un suicidio debido al acoso por parte del deficiente sistema de justicia de Estados Unidos y del fiscal Stephen Heymann, el cual intentó hacer avanzar su carrera con el caso de Aaron Swartz.